# Angelo Damiano
Angelo Damiano, född 30 september 1938 i Neapel, är en italiensk före detta tävlingscyklist.
Damiano blev olympisk guldmedaljör i tandem vid sommarspelen 1964 i Tokyo.